# 日本のうたごえ実行委員会
日本のうたごえ実行委員会（にほんのうたごえじっこういいんかい）は、1955年2月13日から1973年8月26日まで、日本のうたごえ運動を統一的に推進するために存在した中央組織である。

## 概要

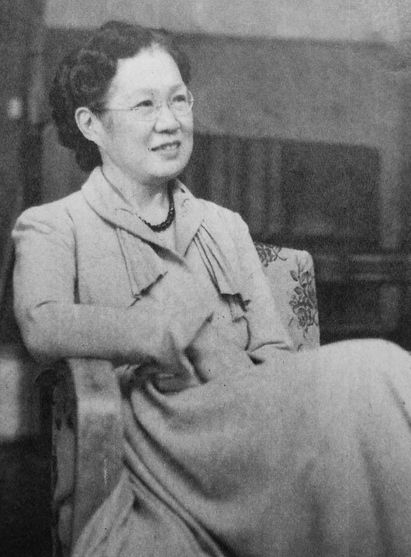
日本のうたごえ実行委員会 委員長 関鑑子

日本のうたごえ実行委員会の構成団体は、中央合唱団、全国合唱団会議、音楽センター、地方ごとのうたごえ運動組織・協議会、産別のうたごえ協議会、全国各地の中心合唱団（センター合唱団）であった。毎年1回、日本のうたごえ祭典を企画実行する機関として、名称を「実行委員会」と定めた。東京都新宿の音楽センターを拠点とし、1955年に常設化された当初より、中央合唱団の創始者・団長である関鑑子が委員長を務めた。1973年5月、関の死去に際して後継の委員長は選出されず、同年8月の規約改正で組織名称が「日本のうたごえ全国協議会」と改められた。新規約では会の代表者の職名を「会長」とし、「実行委員長」は廃止された。これにより、「日本のうたごえ実行委員会」は消滅した。

## 沿革
- 1948年2月10日、関鑑子が、日本共産党員として同党の文化政策に従い、日本青年共産同盟中央合唱団を創設[2],[3],[4],[5]。

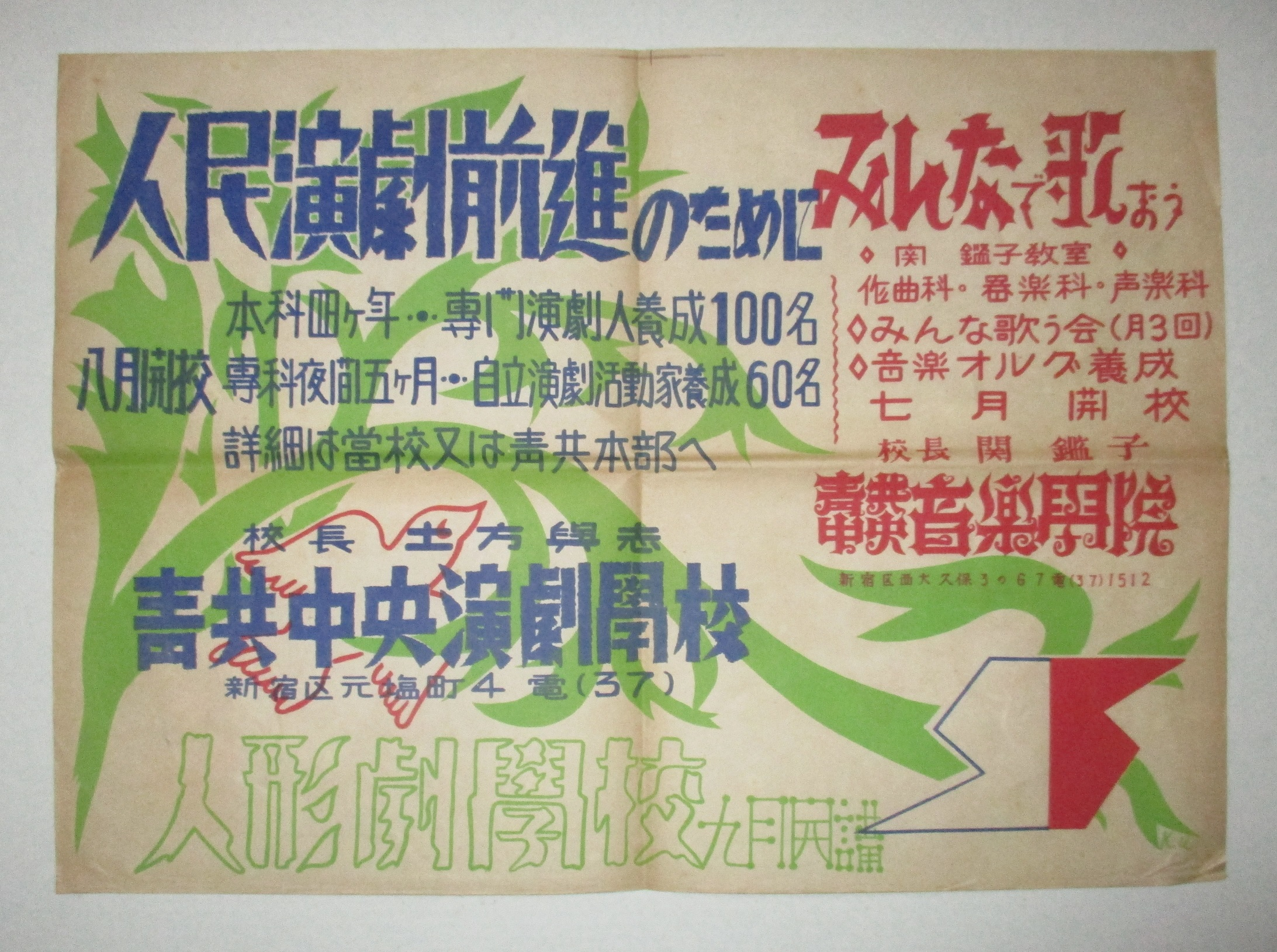
日本青年共産同盟中央音楽学院「みんなで歌おう～関鑑子教室」開校宣伝ポスター（東京 1948年）

### 「日本共産党だけができる音楽活動」の普及と組織化の提唱
- 1949年1月22日、日本共産党に入党した女性ピアノ奏者と女性ヴァイオリン奏者、各1名が同党本部を訪れたことが、「アカハタ」1月25日号の記事で報じられた。関鑑子は記事の中で「青共の合唱団」（上記「日本青年共産同盟中央合唱団」のこと）に言及し、同団の活動が、ブルジョア楽壇とは異なる「日本共産党だけができる音楽活動」を日本全国に普及することである旨を語った。

| “音楽の道はひとすじ” 若き女性二人 － かなでる “入党二重奏” 若い女性の音楽家が二人、このほど共産党に入党した。ピアニストの川村登代子さん（東洋音楽学校卒）とヴァイオリニストの矢野ヒロエさん（東京音楽学校卒）の二人で、ブルジョア楽壇にあきたらない気持ちから、これまで中野区鷺宮居住の青共文工隊を指導してきたが、こんど入党するに至ったもの。22日、代々木の本部を訪れ、「わたしたちの愛する音楽をほんとうに人民のものにしたいのです。そのためにつとめることで、わたしたち自身も成長できると思います」と、こもごも語った。川村さん、矢野さんの入党について、関鑑子さんはつぎのように語った。 「お二人とも有望な方で、大変うれしいことです。このお二人だけでなく、多くの若い女性の音楽家が入党して活動しています。また青共の合唱団の第1期生十数名も、それぞれ音楽活動家として全国にちらばって活動しています。この若い方たちの絶え間ない音楽技術の研究と大衆文化の実践を、ひろく正しく知っていただいたら、ブルジョア楽壇にあきたらないでいる若い優れた音楽家がきっと続々入党するでしょう。わたしたちは、党だけができる音楽活動について、もっともっと全楽壇に呼びかけなければいけないと思います」[6]。 |

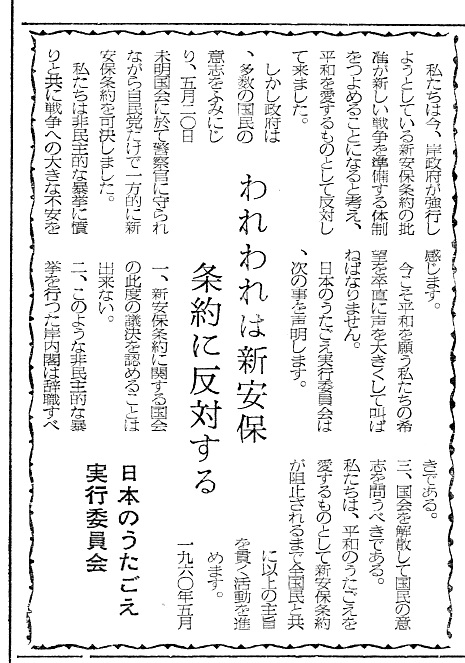
日本のうたごえ実行委員会の声明（「うたごえ新聞」1960年6月11日号より）

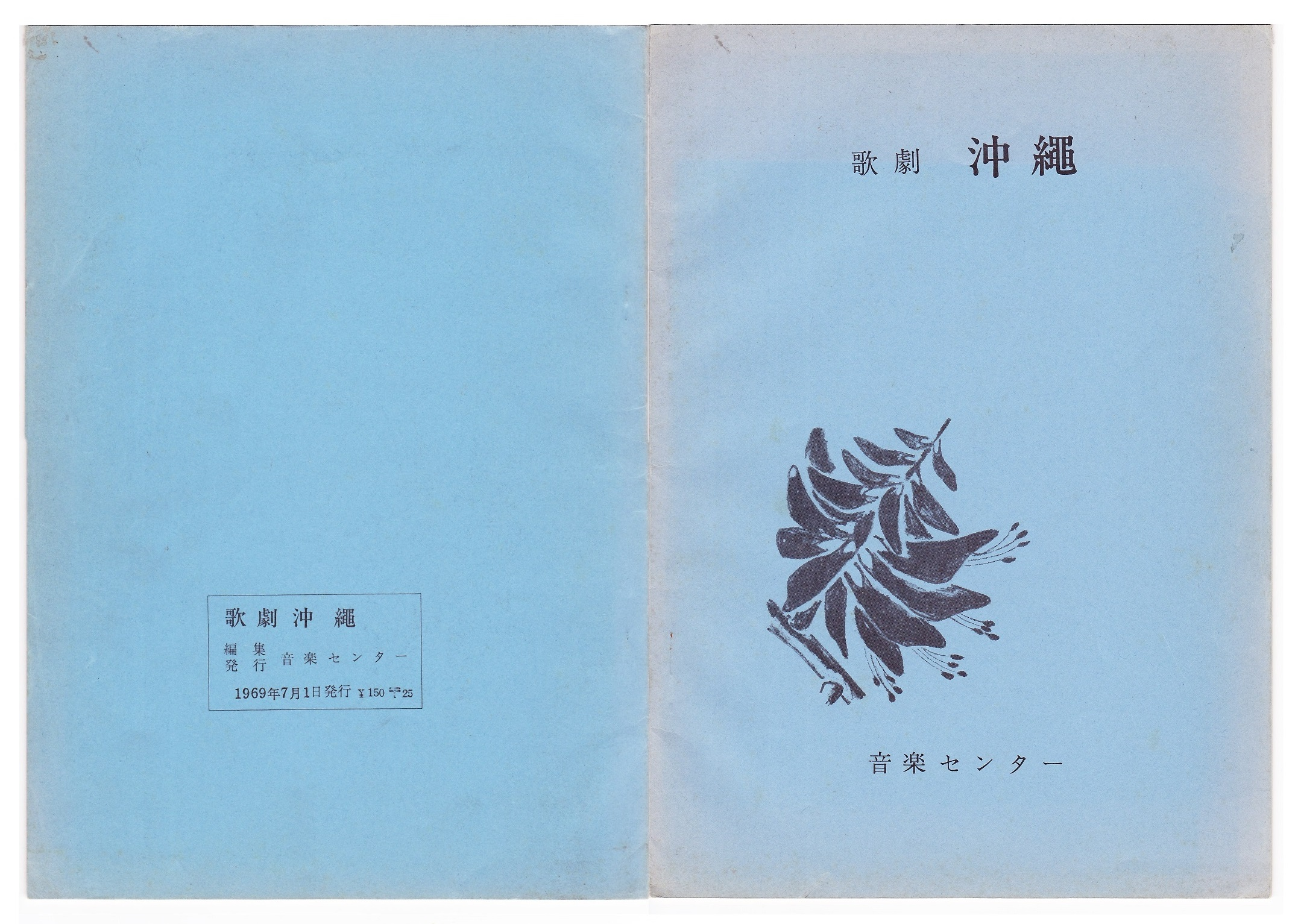
日本のうたごえ実行委員会 集団創作 歌劇「沖縄」パート譜初版 表紙（1969年）

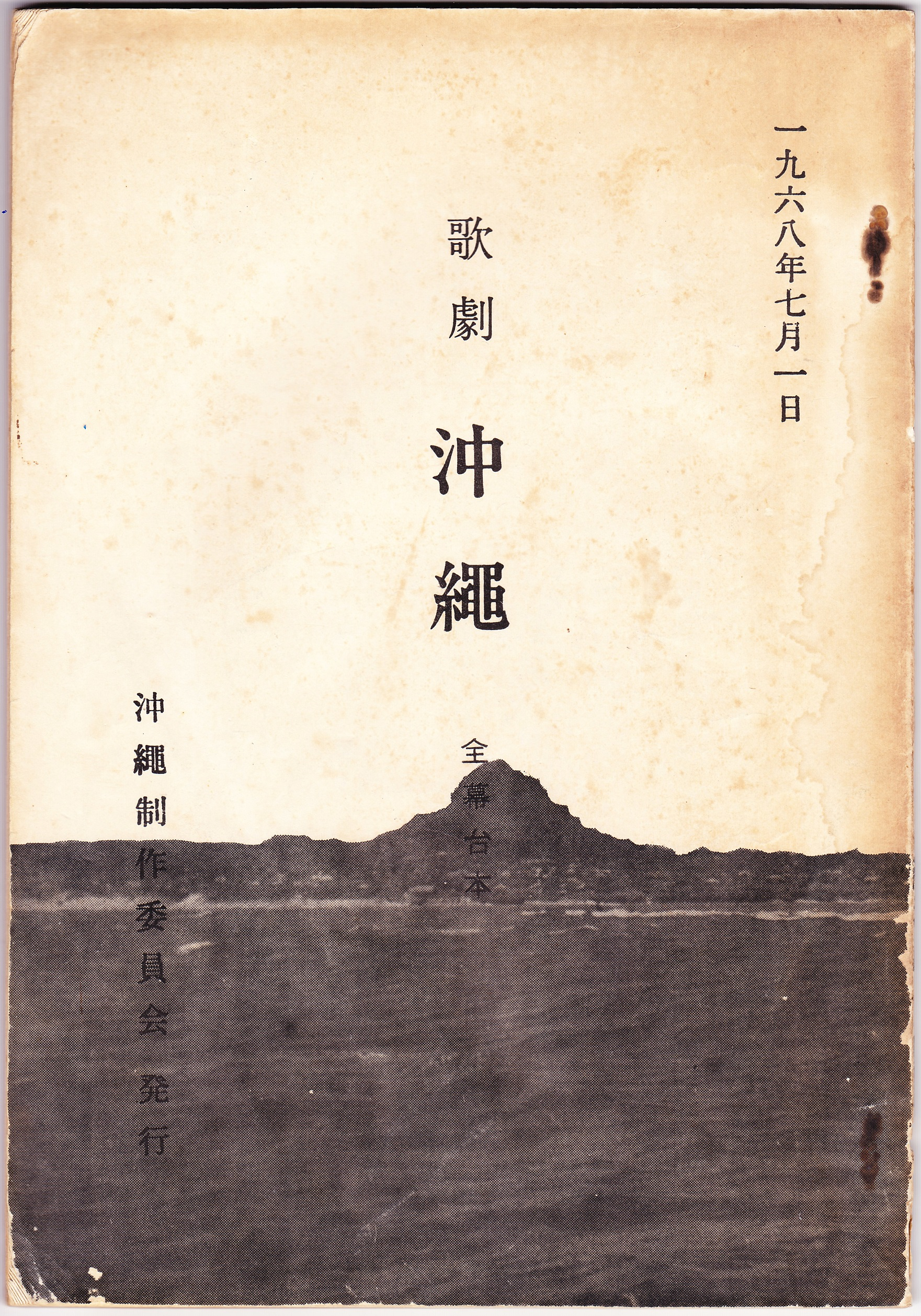
歌劇「沖縄」全幕台本 第一稿 表紙（1968年）

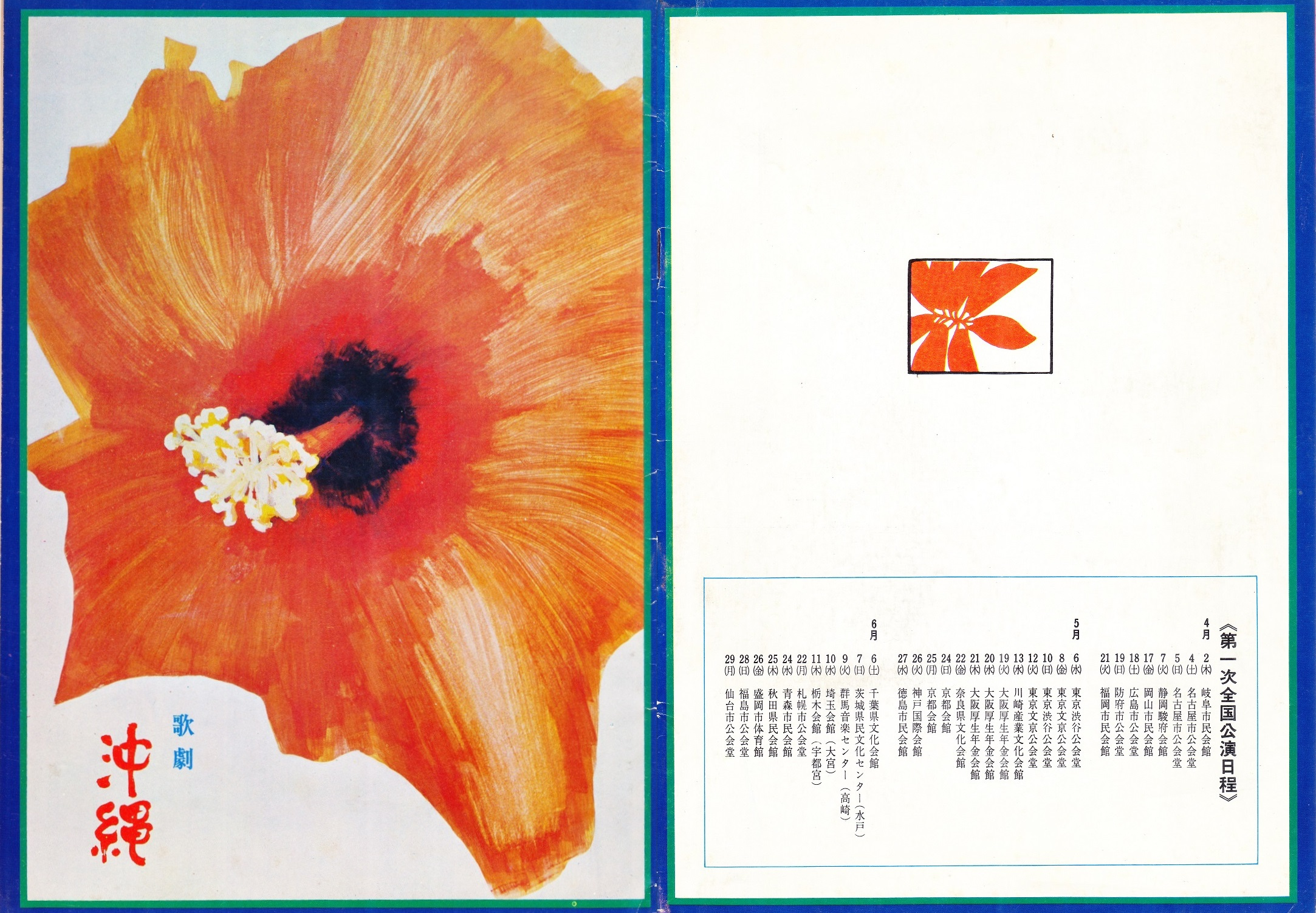
歌劇「沖縄」第1次全国ツアー公演 プログラム表紙（1970年）

- 1952年12月21日、中央合唱団創立4周年記念音楽会を日比谷公会堂で実施。この催しを「1952年日本のうたごえ」と題したことが、翌年度からの「日本のうたごえ祭典」と、運動全体の名称由来になった[7],[8],[9]。
- 1953年11月29日、「1953年日本のうたごえ祭典」を日比谷公会堂・神田共立講堂で開催[10]。
- 1954年11月27日、「1954年日本のうたごえ祭典」を神田共立講堂・東京体育館で開催[11]。
- 1955年2月13日、「日本のうたごえ実行委員会」が常設組織として発足。関鑑子が実行委員長に選出された[12]。
- 1955年4月7日、日本のうたごえ実行委員会編「うたごえ新聞」第1号発刊[13],[14]。
- 1955年11月26日、「1955年日本のうたごえ祭典」を両国国際スタジアムで開催[10]
- 1960年5月、日本のうたごえ実行委員会、「われわれは新安保条約に反対する」との声明を発表[15]。日米安全保障条約改定案の衆議院本会議での可決（同年5月20日）に対して。
- 1971年4月、日本のうたごえ実行委員会理論誌「季刊日本のうたごえ」第1号発刊[16]。
- 1973年5月2日、実行委員長の関鑑子が死去。

### 関鑑子の逝去にともなう「全国協議会」への改組
- 1973年8月、「うたごえ新聞」同月10日・20日合併号に「日本のうたごえ実行委員会常任委員会」の名において、「日本のうたごえ実行委員会規約改正にあたって」と題する記事が掲載された。そこでは「実行委員会」を「全国協議会」に改組する提案と理由が、次のように解説されている。

| 今回の改正案は日本のうたごえ実行委員会の名称を全国協議会と改めることを提案していますが（後述）、これは重要な意義をもっています。それは会の性格をいっそうはっきりさせることになります。この組織は日本のうたごえ運動の組織なのだから、基礎組織であるサークルから、地域、産業のうたごえ協議会まで、すべてのうたごえ組織のことを規約にもりこむべきだという意見が出されていますが、日本のうたごえ運動は組織としてはゆるやかな約束で結びあい、目的と方針で強く連帯しあって、ひとりひとりの自発性、自主性にもとづいて活動をすすめている大衆的な音楽創造運動ですから、実際には、日本のうたごえ実行委員会がかかげる目的や、すすむ基本方向で大きく統一し、運動方針を一つになってすすめることに努力しつつ、それぞれのうたごえ協議会やサークルが、それぞれの実情にあった規約や約束を自主的につくって運営し、活動しているのが現状です。したがって日本のうたごえ実行委員会の規約は全国協議会としての組織と活動を定めたものであって、これを運動のすべての多種多様な組織と活動を規制する規約にかえることは不可能です。またそれは運動の性格や実情にもあっていません。同時にみんなうたう会やサークル、うたごえ協議会をどのようにしてつくり、運動を発展させたらよいかが、いま切実にもとめられています。［．．．］そのような歴史的経過から、日本のうたごえ実行委員会は、運動を全国的に統一してすすめる恒常的な協議体の組織の性格をもちながら、通常一時的な行事、あるいは運動を主催する場合に用いる実行委員会という名称をかかげています。同時に毎年、日本のうたごえ祭典実行委員会が、だいたい9月から12月までの間につくられ、祭典を主催しています。この両組織の性格と役割を区別して、正確にあらわすために日本のうたごえ実行委員会の名称を日本のうたごえ全国協議会に改めることを提案します[17]。 |
- 1973年8月26日、第6回日本のうたごえ実行委員会総会（東京 労音会館）において、「日本のうたごえ実行委員会」を「日本のうたごえ全国協議会」に改組する規約改正案を採択し、同日に発効。日本のうたごえ実行委員会常任委員会の事務局長であった藤本洋が、全国協議会の会長代行・常任委員会幹事長に選出された[18]。

## 日本のうたごえ実行委員会の規約

### 1956年規約（要点）
| 日本のうたごえ実行委員会の二つの目的 （1）平和で健康な音楽を国民のものにする。 （2）日本の民族的な音楽を掘り起こし、国民音楽の創造と普及につとめる。 日本のうたごえ実行委員会の構成員 （1）実行委員会は、実行委員長のもとに統率される。 （2）実行委員会の構成員は、全国合唱団会議の代表、各産別うたごえ協議会の代表、各地域別うたごえ協議会の代表、音楽センター代表、うたごえ運動の活動家、音楽専門家である。 目的実現のための運動 （1）うたごえを広め、全国民に愛されるものにすること。 （2）新たな楽曲を創作し、日本各地の民謡を掘り起こす。 （3）異なる地域、産別、階層の交流を盛んに行い、各々のうたごえ協議会を組織し、運動全体の統一を図る。 （4）あらゆる音楽組織、音楽家との友好を深め、うたごえ運動に参加してもらう。 （5）平和のうたごえを交流を国際的に強め、国際文化団体、民主団体との交流を積極的に行う。 実行委員会は「うたごえ新聞」を発行する。実行委員会の事務局は、東京新宿の音楽センター内に置く[19]。 |

### 1968年規約（要点）
| 日本のうたごえ実行委員会の二つの目的 ［1956年規約に同じ］ 目的実現のための活動 1. 「一人が一人を」を合言葉に、みんなうたう会を基礎として、うたごえの組織をつくり、全国民にうたごえを広める。 2. 労働者をはじめ、国民大衆を主人公に、国民の生活・感情・要求と、それを実現するための闘いと結びついて、次のように運動をすすめる。 （イ）大衆の生活と闘いを創造の源泉とし、演奏・教育・創作活動を発展させる。 （ロ）日本の民族的な音楽のすぐれた伝統をうけつぎ、発展させる。 （ハ）諸国民のすぐれた音楽の成果にまなび、日本国民のものとする。 3. 各産業・地域・階層のうたごえの交流をさかんにして、毎年一回、日本のうたごえ祭典をひらく。 4. ひろく音楽団体、音楽家および民主団体と、共同の課題にもとづいて、協力・提携する。 5. 世界の平和と諸国民の友好のための国際的音楽交流と連帯活動をおこなう。 6. 機関紙「うたごえ新聞」を発行する。 組織 1. 実行委員会は、目的に賛成し、規約をみとめる団体によって構成される。 2. 団体は、産別全国うたごえ組織・階層別全国うたごえ組織・都道府県別うたごえ組織・全国中心合唱団会議・中央合唱団・音楽センター、その他とする[20]。 |

## 日本のうたごえ実行委員会に加盟していた組織（1967年11月時点）
（注：カッコ内は事務局の所在地）

### 地方別うたごえ運動組織
| - 北海道のうたごえ協議会（札幌市） - 道南のうたごえ協議会（函館市） - 小樽のうたごえ協議会（小樽市） - 室蘭のうたごえ協議会（室蘭市） - 旭川のうたごえ協議会（旭川市） - 青森のうたごえ協議会（青森市） - 岩手のうたごえ協議会（盛岡市） - 宮城のうたごえ協議会（仙台市） - 秋田のうたごえ協議会（秋田市） - 山形のうたごえ協議会（山形市） - 福島のうたごえ協議会（福島市） - 茨城のうたごえ実行委員会（水戸市） - 栃木のうたごえ実行委員会（栃木市） - 群馬のうたごえサークル協議会（前橋市） - 埼玉のうたごえ協議会（大宮市［当時］） - 千葉県うたごえ協議会（千葉市） - 東京のうたごえ協議会（新宿区音楽センター内） | - 神奈川のうたごえ実行委員会（横浜市） - 新潟のうたごえ協議会（新潟市） - 富山のうたごえ実行委員会（富山市） - 石川県うたごえ協議会（金沢市） - 福井県うたごえ協議会（福井県吉田郡） - 山梨のうたごえ協議会（甲府市） - 長野県合唱団会議（長野市） - 岐阜のうたごえ実行委員会（岐阜市） - 静岡のうたごえ実行委員会（静岡市） - 愛知のうたごえ実行委員会（名古屋市） - 三重のうたごえ実行委員会（津市） - 滋賀のうたごえ実行委員会（滋賀県野洲郡［当時］） - 京都のうたごえ協議会（京都市） - 関西のうたごえ実行委員会（大阪市） - 兵庫のうたごえ実行委員会（神戸市） - 奈良のうたごえ協議会（奈良市） - 和歌山のうたごえ実行委員会（和歌山市） | - 鳥取のうたごえ実行委員会（米子市） - 島根のうたごえ協議会（松江市） - 岡山のうたごえ実行委員会（岡山市） - 広島のうたごえ協議会（広島市） - 山口のうたごえ協議会（下関市） - 徳島のうたごえ協議会（徳島市） - 香川のうたごえ協議会（高松市） - 愛媛のうたごえ実行委員会（松山市） - 高知のうたごえ実行委員会（高知市） - 九州のうたごえ実行委員会（福岡市） - 佐賀のうたごえ連絡会議（佐賀市） - 長崎うたごえセンター（長崎市） - 熊本県合唱団会議（熊本市） - 大分県合唱団会議（大分市） - 宮崎のうたごえ実行委員会（宮崎市） - 鹿児島のうたごえ実行委員会（鹿児島市） - 沖縄うたごえセンター（那覇市） |

### 産別うたごえ運動組織
| - 国鉄のうたごえ協議会（千代田区 国鉄労働組合） - 私鉄のうたごえ協議会（新宿区 音楽センター内） - 自治体交通のうたごえ協議会（板橋区） - 港湾のうたごえ協議会（江東区） - 造船のうたごえ協議会（渋谷区 全日本造船機械労働組合） - 鉄鋼のうたごえ協議会（川崎市） - 電機のうたごえ協議会（新宿区 音楽センター内） - 金属のうたごえ協議会（渋谷区） - 郵便労働者のうたごえ協議会（新宿区 音楽センター内） - 自治体労働者のうたごえ協議会（渋谷区） - 国公のうたごえ協議会（東京都北区 会計検査院寮） - 農業団体のうたごえ協議会（千代田区 全農協労連） - 金融のうたごえ協議会（東京都中央区） - 医療のうたごえサークル協議会（新宿区 全医労） - 印刷出版のうたごえ協議会（板橋区） - 電力のうたごえ（新宿区 音楽センター内） - 保母のうたごえ実行委員会（大田区） | - 百貨のうたごえ実行委員会（八王子市） - 生協のうたごえ協議会（文京区 東京大学生協労組） - 土建のうたごえ実行委員会（渋谷区 東京土建一般労組） - たばこのうたごえセンター（渋谷区） - 新聞のうたごえ実行委員会（千代田区 朝日新聞労組） - 全日自労教宣部（豊島区） - 全競労のうたごえ（川崎市） - 紙パのうたごえ実行委員会（東京都北区） - 全食品青婦協（東京都港区 平和会館） - 映演総連青婦部（新宿区） - 放送のうたごえ（港区 民放労連） - 鉱山のうたごえ（目黒区 目窯砥石労組） - センイのうたごえ（中央区 センイ労連） - 化学のうたごえ（豊島区 化学産業労働組合同盟） - 合化労連青婦部（港区） - 全自運青婦部（東京都北区） - 教員のうたごえ実行委員会（葛飾区） - ホテルのうたごえ（東京都中央区 全日本ホテル労働組合連合会） | - 光学のうたごえ（品川区 日本光学労組） - 政労協のうたごえ（千代田区 政府関係法人労働組合連合） - 電線のうたごえ（品川区 全電線本部） - 車輌のうたごえ（江東区 汽車会社労組） - 空港のうたごえ（大田区 日本航空労組） - 全自交労組青婦部（渋谷区） - 山林のうたごえ（新宿区 音楽センター内） - 石油のうたごえ（東京都港区 平和会館 全石油本部） - セメントのうたごえ（東京都港区 全国セメント労働組合連合会） - 全建労（東京都北区） - 全国学生のうたごえ協議会（新宿区 早稲田大学新館早稲田大学合唱団） - 高校生のうたごえ実行委員会（葛飾区） - 白対協（港区 平和と労働会館） - 民青文工隊（渋谷区 民青会館） |

## 日本のうたごえ実行委員会の主なセンター合唱団（都道府県別、1967年11月時点）
| - 北海道：北海道合唱団、函館トロイカ合唱団、小樽若者合唱団、旭川青年合唱団 - 青森：八戸センター合唱団 - 岩手：釜石センター合唱団 - 宮城：仙台合唱団 - 山形：山形センター合唱団 - 福島：福島合唱団、平センター合唱団、会津センター合唱団 - 茨城：茨城合唱団、茨城センター合唱団 - 栃木：栃木青年合唱団 - 群馬：群馬合唱団、太田青年合唱団 - 埼玉：埼玉合唱団 - 千葉：千葉青年合唱団、船橋青年合唱団 - 東京：中央合唱団、合唱団白樺、南部合唱団、新宿合唱団、都内中心合唱団、豊島合唱団、三多摩合唱団、合唱団燎原 - 神奈川：神奈川合唱団、伊勢崎合唱団、県北合唱団、小田原合唱団 - 新潟：新潟青年合唱団、長岡センター合唱団 - 富山：富山青年合唱団、呉西地区青年合唱団 - 石川：石川センター合唱団 - 福井：福井合唱団、武生合唱団、敦賀合唱団 - 山梨：山梨どんぐり合唱団 - 長野：長野合唱団、上田いずみ合唱団、諏訪合唱団、松本合唱団 - 岐阜：岐阜ひまわり合唱団、多治見青年合唱団、瑞浪青年合唱団 - 静岡：合唱団なかま、浜松センター合唱団、富士センター合唱団、磐田青年合唱団 - 愛知：名古屋青年合唱団、一宮青年合唱団、津島青年合唱団 | - 三重：津青年合唱団、四日市青年合唱団 - 滋賀：彦根みずうみ合唱団、息吹合唱団 - 京都：京都ひまわり合唱団、京都いろり合唱団、自治労京都合唱団 - 大阪：関西合唱団、東大阪センター合唱団、南大阪合唱団、泉州合唱団 - 兵庫：神戸青年合唱団、西播センター合唱団、阪神センター合唱団 - 奈良：奈良蟻の会合唱団、中和合唱団 - 島根：松江ともしび合唱団 - 岡山：岡山合唱団、玉野合唱団、津山合唱団、倉敷青年合唱団、玉島合唱団、棚原合唱団せせらぎ - 広島：広島合唱団 - 山口：下関市民合唱団、徳山合唱団 - 香川：香川合唱団 - 高知：高知コーラス合唱団、高知センター合唱団、藤川合唱団 - 福岡：九州青年合唱団、大牟田センター合唱団、北九州青年合唱団、久留米センター合唱団、門司センター合唱団、田川青年合唱団、直方合唱団なかま - 佐賀：佐賀青年合唱団 - 長崎：長崎うたごえセンター合唱団、長崎労働者合唱団、佐世保うたごえ合唱団 - 熊本：熊本青年合唱団、八代センター合唱団、人吉センター合唱団、本渡青年合唱団 - 大分：大分青年合唱団 - 宮崎：宮崎土曜合唱団 - 鹿児島：鹿児島青年合唱団 - 沖縄：沖縄青年合唱団 |